# L'Idole des jeunes (chanson)
Pour les articles homonymes, voir L'Idole des jeunes.
Singles de Johnny Hallyday
Madison Twist
(1962) La bagarre
(1963)
L'Idole des jeunes est une chanson de Johnny Hallyday, sortie en 1962. Le chanteur l'interprète pour la première fois sur la scène de l'Olympia de Paris, à l'automne de cette même année. Il s'agit de l'adaptation française, par Ralph Bernet, du titre de Ricky Nelson Teenage Idol écrit par Jack Lewis. Elle sort quelques jours avant la première à l'Olympia, en super 45 tours et l'année suivante sur un 33 tours 25 cm auquel elle donne son titre.
L'Idole des jeunes compte parmi les grands succès de Johnny Hallyday et l'appellation va désormais lui coller à la peau.

## Histoire
Johnny Hallyday crée L'Idole des jeunes à l'occasion de son second Olympia, où il se produit du 25 octobre au 12 novembre 1962. Le 20 octobre, la version studio est commercialisée sur un EP dont elle est le titre phare. Le scopitone consacré à la chanson, diffusé dans la même période, est réalisé par Claude Lelouch. La chanson est un succès à la scène et au disque et désormais le chanteur va, durablement, être reconnu sous cette appellation. Trente ans plus tard, il choisit L'Idole des jeunes pour ouvrir son tour de chant, au Parc des princes en 1993.
En 1984, pour les besoins de l'émission Les enfants du rock, enregistrée à Nashville, Hallyday donne une nouvelle version du titre, s'accompagnant seul à la guitare acoustique.

## Discographie
20 octobre 1962 :
- 45 tours promo Philips B 373 036[2] : L'Idole des jeunes, C'est le mashed potatoes
- EP Philips 432810[3] : L'idole des jeunes, Tout bas, tout bas, tout bas, C'est le mashed potatoes, Comme l'été dernier.

9 avril 1963 :
- 33 tours 25 cm Philips B 76571 R L'Idole des jeunes[4],[5] (Ce disque est réédité, en édition limitée vinyle, en 2003[6]).

- 1984 : Spécial Enfants du rock (* : version acoustique 1984)
- 2007 : Go, Johnny, Go (*).

Discographie live :
- 1962 : Johnny à l'Olympia
- 1976 : Johnny Hallyday Story - Palais des sports
- 1993 : Parc des Princes 1993
- 2013 : On Stage
- 2014 : Son rêve américain - Live au Beacon Theatre de New-York 2014 (sortie posthume en 2020)
- 2016 : Rester Vivant Tour

## Classements hebdomadaires
| Classement (1962)                       | Meilleure position |
| --------------------------------------- | ------------------ |
| Espagne                                 | 8                  |
| France                                  | 1                  |
| Belgique (Wallonie Ultratop 50 Singles) | 2                  |
| Classement (2017)                       | Meilleure position |
| France (SNEP)                           | 59                 |